# Brave Frontier 2
Brave Frontier 2 (ブレイブフロンティア2, Bureibu Furontia 2) est un jeu vidéo de rôle mobile développé par A-Lim et édité par A-Lim pour la version iOS et Android et DMM Games pour la version Microsoft Windows. C'est la suite du jeu Brave Frontier de 2013, initialement publié pour le 5e anniversaire de la franchise, Eiji Takahashi étant à la fois réalisateur et producteur de la suite, aux côtés d'un personnel plus récent. Le jeu est sorti le 22 février 2018 pour iOS et Android,.

## Système de jeu
Comme le premier jeu de la série, il suit le même format de jeu que le jeu profil Valkyrie de Square Enix. Les joueurs sont autorisés d'apporter jusqu'à 5 unités à chaque étape avec un "ami" en mode quête. Les joueurs se font des amis grâce à la demande d'ami. Attaquer des ennemis dans une bataille récompense le joueur avec des "Brave Burst Crystals" et des "Heart Crystals". Après qu'une vague ennemi est vaincu, le joueur passe à l'étape suivante jusqu'au boss, qui est requis pour terminer un niveau. Après avoir terminé, les joueurs sont récompensés avec du Zel et des objets, ainsi que l'acquisition d'unités de chaque mission. Lorsque le joueur termine toute la zone, il sera récompensés avec une gemme. Cependant, si le joueur échoue dans une quête, il peut utiliser une gemme pour continuer. Les unités ont la capacité d'exécuter des attaques spéciales, appelées "Brave Bursts" et "Super Brave Bursts".

## La musique
Contrairement à la musique du premier jeu Brave Frontier, qui est synthétisée, Brave Frontier 2 mettra en vedette une véritable bande sonore d'orchestre réalisée par le Tokyo City Philharmonic Orchestra et composée par Hikoshi Hashimoto, Kenji Ito, Minako Seki, Kaoru Wada, Noriyuki Iwadare, TAMAYO et Tadayoshi Makino.

## Développement
Le jeu a été révélé pour la première fois lors de la diffusion de BureNama en décembre 2016, annonçant le logo du titre et de brefs plans concernant la suite. Takahashi exprime également sa profonde gratitude pour le succès du premier jeu en disant: "À l'avenir, même après la sortie de la nouvelle série, le BF dont on jouit maintenant, continuera à permettre aux joueurs existants et aux nouveaux de jouer. Nous pensons à différentes manières, mais même avec le lancement d'une deuxième série, il est à l'inverse impensable de condamner le produit que nous avons réalisé jusqu'à présent". Lors de la diffusion de BureNama en juillet 2017, le concept art du jeu est présenté, y compris deux nouveaux personnages: Roy et Sasha, une interface de bataille redessinée pour le jeu et un design remastérise pour les anciennes unités. Lors du BraveFest 2017 à Osaka en août 2017, le personnel officiel a révélé plus d'illustrations refaites d'unités plus anciennes et une refonte du système d'arène du jeu original, ainsi que la diffusion en continu du premier Prologue Motion Comic. Lors du BraveFest 2017 à Tokyo en septembre 2017, plus de concept art pour les unités et d'art pour le système d'interface utilisateur remanié du jeu sont révélés aux côtés du Cross Brave Burst entre Vargas et Lava. Il montre également de nouvelles unités exclusives à la suite. Le jeu devrait sortir au quatrième trimestre 2017, mais est repoussé au premier trimestre 2018 en raison de problèmes techniques. Alim a ensuite révélé la première séquence de gameplay du jeu lors de la diffusion de décembre 2017 de BureNama, détaillant certaines des fonctionnalités telles que le système de combat de base, le "Summoner Avatar", le "Pet System", le "Cross Brave Burst" et la possibilité d'acheter des unités.
Dans une interview avec Famitsu concernant le développement du jeu, Takahashi a déclaré que "Brave Frontier est un jeu intitulé, vous pouvez donc faire une suite sous forme de version supérieure, et bien sûr, c'était l'idée. Cependant, dans une conversation que j'ai eue avec Hironobu Sakaguchi dans le passé, je me suis souvenu qu'il avait dit "Je pense que c'est correct de publier une suite ou 2, ou 3, même sur un jeu pour smartphone", et à la suite de l'examen de diverses raisons, cette fois, je suis allé à une suite avec un travail complètement nouveau comme celui-ci. " Il a également déclaré à propos de l'histoire et du personnage principal que "Le premier Brave Frontier se concentre sur le héros d'Elgaia et de Grand Gaia. Mais le héros de Brave Frontier 2 est une personne vivant dans le royaume nommé Zeltabia qui est totalement différent d'eux."

## Publication
Le jeu est sorti sur les plates-formes iOS et Android le 22 février 2018, avec la version PC disponible au troisième trimestre 2018. Une campagne de pré-sortie avec diverses récompenses pouvant être utilisées dans le jeu. Selon Takahashi, il n'est pas prévu de sortie en dehors du Japon.

## Accueil
Le jeu était classé 67 dans le premier jour de sa sortie sur l'App Store d'Apple au Japon.